# 나츠카와 유이
나쓰카와 유이(일본어: 夏川結衣, 1968년 6월 1일 ~)는 일본의 배우이다. 구마모토현 야쓰시로시에서 태어났다. 19살부터 고향에서 모델로 활동하다가 도쿄로 스카웃된다. 잡지 《논노》의 모델로 활동하다 1992년 드라마 《사랑한다는 이름 아래》에 출연하며 배우로 데뷔했다.

## 출연

### 드라마
- 1992년 《목요일의 식탁》 - ‘미야자와 치나미’역
- 1992년 《비너스 하이츠》
- 1993년 《사쿠라 모모코 랜드-타니구치 로쿠조 상점》 - ‘니구치 아키코’역
- 1993년 《거짓말이라도 좋으니까》
- 1993년 《나츠메 마사코 이야기》 - ‘나츠메 마사코’역
- 1994년 《전국무사의 유급휴가》
- 1994년 《천천히 다이어트》 - ‘레이코’역
- 1994년 《가족 A》 - ‘안자이 아키코’역
- 1996년 《초밥! 못먹어》
- 1997년 《파랑새》 - ‘마치무라 카오리’역
- 1998년 《결혼전야》 - ‘시노다 나오’역
- 2001년 《어느 날 폭풍처럼》 - ‘시이나 미유키’역
- 2003년 《당신 옆에 누군가 있다》 - ‘마츠모토
- 2004년 《키쿠테이야오젠의 사람들》 - ‘스기야마 테이코’역
- 2004년 《인간 증명》 - ‘모토미야 키리코’역
- 2005년 《87%》 - ‘코타니 아키코’역
- 2005년 《반딧불의 묘》 - ‘요코가와 쿄코’역
- 2005년 《요시츠네》 - ‘아키코’역
- 2006년 《결혼 못하는 남자》 - ‘하야사카 나츠미’역
- 2006년 《대안의 그녀》 - ‘타무라 사요코’역
- 2007년 《점과 선》 - ‘야스다 료코’역
- 2007년 《엄마와 엄마와, 나.~10년만의 재회~》 - ‘후지모토 치호’역
- 2008년 《톱 세일즈》 - ‘마키노 히사코’역
- 2008년 《무리한 연애》 - ‘나가노 카에데’역
- 2008년 《걸어도 걸어도》 - ‘요코야마 유카리’역
- 2009년 《야광의 계단》 - ‘후쿠지 후지코’역
- 2009년 《임협 헬퍼》 - ‘하토리 아키라’ 역
- 2009년 《봄이 되면~할머니 천국에 지갑은 필요 없어요~》 - ‘신죠 카스미’역
- 2010년 《신참자》

### 영화
- 1993년 《하늘이 이렇게 맑을리 없어》 - ‘아오키 카오루’역
- 1994년 《밤이 또 온다》 - ‘츠치야 나미’역
- 1995년 《쿠라》 - ‘야마나카 세키’역
- 1996년 《사립탐정 하마마이크》 - ‘요시다 사유리’역
- 1996년 《GONIN2》 - ‘사키’역
- 1997년 《우리가 좋아했던 것》 - ‘시바타 아이코’역
- 1999년 《시코쿠》 - ‘묘진 히나코’역
- 2000년 《아카시아의 길》 - ‘키시마 미와코’역
- 2001년 《DISTANCE》 - ‘키요카’역
- 2001년 《음양사》 - ‘유히메’역
- 2003년 《바람의 검 신선조》 ‘시즈’역
- 2003년 《졸업》 - ‘미야모토 이즈미’역
- 2003년 《스파이 조르게》 - ‘오자키 에이코’역
- 2003년 《자토이치》 - ‘오시노’역
- 2003년 《방심은 금물》 - ‘마키코 선생’역
- 2006년 《하나》 - ‘오료’역
- 2006년 《게드전기》 - ‘왕비’역
- 2007년 《천연 꼬꼬댁 (마을에 부는 산들바람)》 - ‘미기타 이토코’역
- 2008년 《걸어도 걸어도》 - ‘요코야마 유카리’역
- 2009년 《BALLAD 이름없는 사랑 노래》 - ‘카와카미 미사코’역
- 2010년 《고고의 메스》 - ‘나카무라 료코’역
- 2011년 《진짜로 일어날지도 몰라 기적》
- 2016년 《64 파트 1》